# Marina de Tavira

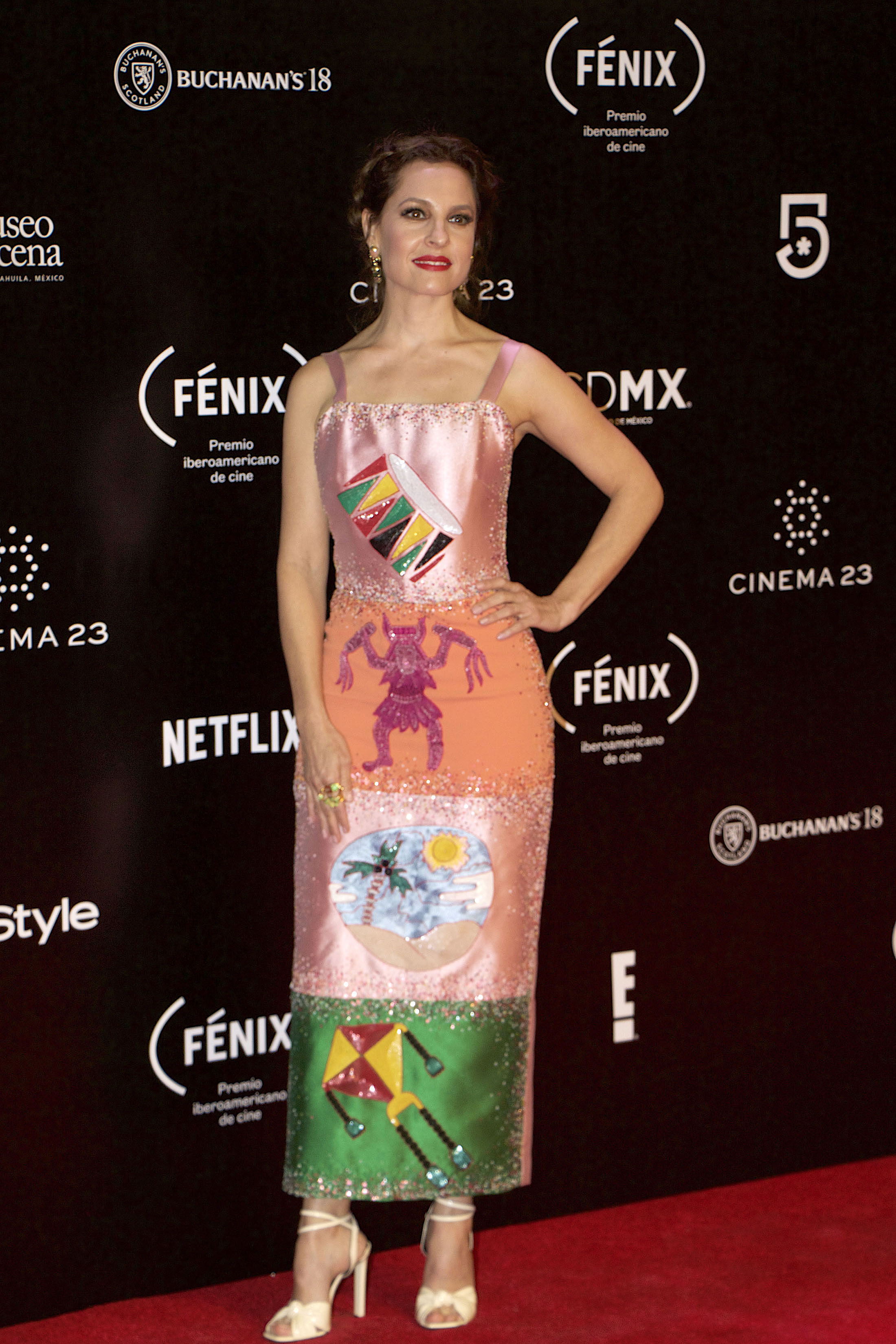
Marina de Tavira auf dem roten Teppich der Fénix Awards 2018.

Marina de Tavira (* 1974 in Mexiko-Stadt) ist eine mexikanische Schauspielerin, die unter anderem in drei mexikanischen Filmproduktionen mitgewirkt hat, die bereits im deutschsprachigen Raum zu sehen waren: La Zona – Betreten verboten, Der Weg zum Ruhm und Fünf Tage ohne Nora. Sie spielte auch in mehreren Telenovelas, unter anderem als eine der Hauptdarstellerinnen in allen 26 Episoden der erfolgreichen Serie S.O.S.: Sexo y otros secretos (span. für Sex und andere Geheimnisse).

## Leben
Marina de Tavira Servitje, wie sie mit vollem Namen heißt, interessierte sich bereits in ihrer Kindheit für die Schauspielerei und eiferte ihrem Onkel Luis de Tavira nach, der als Theaterdirektor arbeitet. Ihr Schauspielstudium absolvierte sie am casa del teatro de la plaza de la Conchita in Coyoacán.
Sie begann ihre Schauspielkarriere beim Theater, agiert als Schauspielerin auch am liebsten auf der Bühne und hatte ihre erste Rolle nach dem Studium in dem Stück Feliz nuevo siglo Doktor Freud.
1998 spielte sie erstmals in einer Telenovela mit dem Titel Tentaciones und 1999 in dem Kurzfilm Viajando sobre los durmientes.
Ihr Debüt in einem Langfilm hatte sie 2005 in Hijas de su madre: Las Buenrostro. Für ihre Nebenrolle in Alfonso Cuaróns Drama Roma (2018) wurde sie für den Oscar nominiert.
Sie ist die Enkelin des mexikanischen Unternehmers Lorenzo Servitje, der die Grupo Bimbo ins Leben rief.
Ihr Vater wurde ermordet; der Fall konnte nie aufgeklärt werden.

## Filmografie (Auswahl)
- 2006: Efectos secundarios
- 2006: Hijas de su madre: Las Buenrostro
- 2007: La Zona – Betreten verboten (La zona)
- 2008: Violanchelo
- 2008: Der Weg zum Ruhm (Casi divas)
- 2008: Fünf Tage ohne Nora (Cinco días sin Nora)
- 2010: Desafío
- 2011: Viento en contra
- 2012: Richness of Internal Space
- 2015: Los árboles mueren de pie
- 2017: How to Break Up with Your Douchebag (Cómo cortar a tu patán)
- 2018: Roma
- 2019: This Is Not Berlin (Esto no es Berlín)
- 2021: Reminiscence – Die Erinnerung stirbt nie (Reminiscence)
- 2024: El aroma del pasto recién cortado